# Кызылташ (урочище)
Кызылташ (баш. Ҡыҙылташ, букв. — красный камень) — урочище в Ишимбайском районе Башкортостана, памятник природы (1985).
Туристическая достопримечательность. Находится в 4 км к юго-юго-востоку от села Макарово, у дороги Макарово — Кулгунино (участок Р316). Находится на правом берегу р. Сикася (приток р. Зиган), длина — 3 км. Расположено на территории заказника «Ишимбайский». В 2014 году реорганизован в состав заповедника. 
В урочище (скале) находятся пещера Салавата Юлаева, скала Калим-Ускан.

## Охранный статус
Охране подлежат:
- Типичные, эталонные и редкие растительные сообщества (наскальные, остепненные сосняки, широколиственные леса). К доминирующей липе примешиваются ильм, дуб, береза, клен, осина. На скалах распространены сосняки.
- Произрастают редкие виды растений, включённые в Красную книгу РБ: астрагал Клера, пырей отогнутоостый, шиверекия северная.

Назначение природной территории:
- Охрана всего природного комплекса.
- Обеспечение пространственной и экологической связанности экосистем западного макросклона Южного Урала и природными комплексами близлежащих ООПТ («Окрестности реки Кулук», «Пещера Таш-ой» и др.).

## Использование
В 1940 году в селе Макарово режиссёром Я.Протазановым был снят художественный фильм «Салават Юлаев». Батальные сцены с участием местных жителей были сняты в урочище Кызылташ, а в пещере скалы Калим-ускан «скрывался» народный герой. Так появилось название пещеры — «Пещера Салавата Юлаева».

## Топографическая карта
- Лист карты N-40-89. Масштаб: 1 : 100 000. Состояние местности на 1983 год. Издание 1985 г.